# Stins

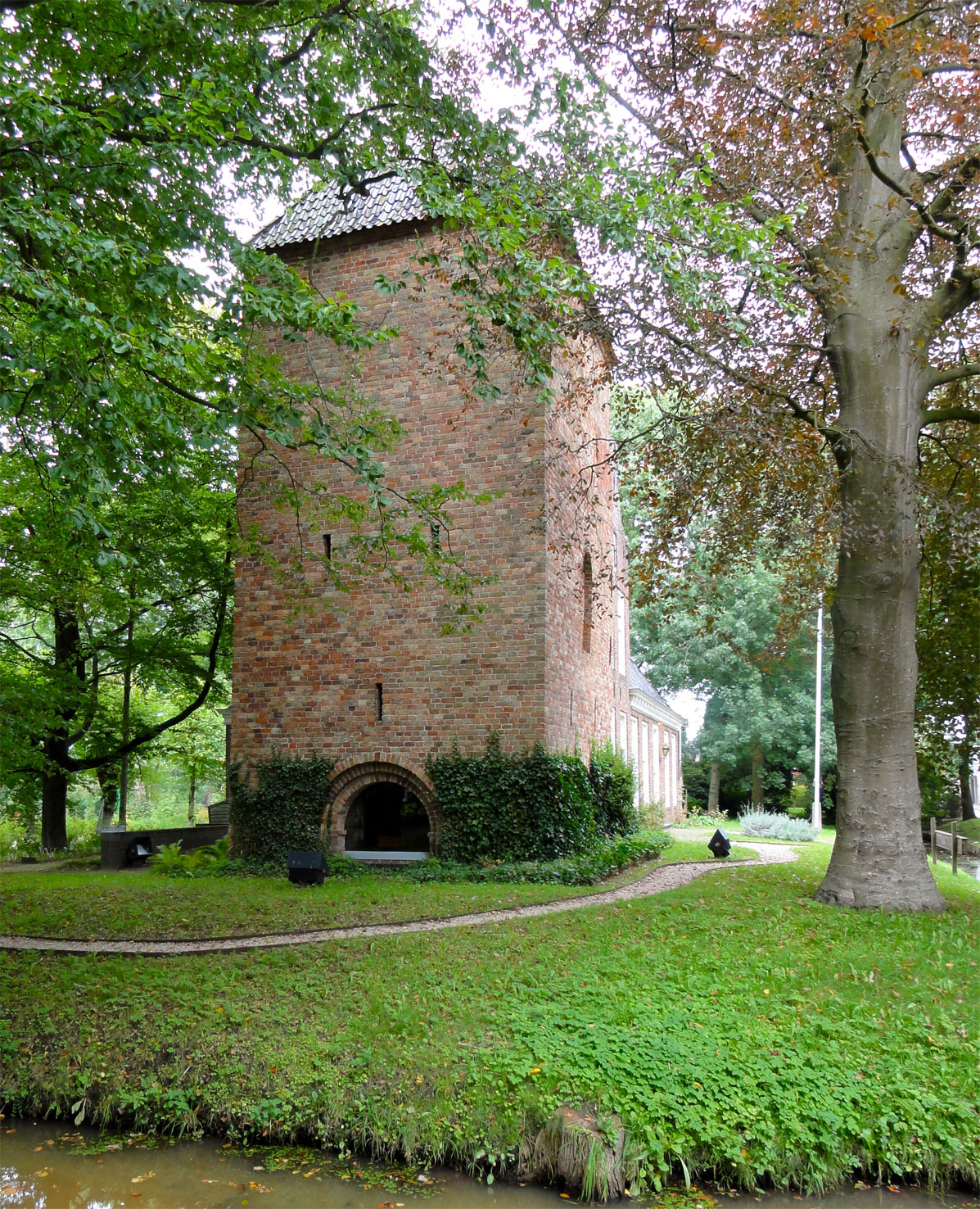
De Schierstins in Veenwouden

Een stins is een middeleeuwse, verdedigbare, bewoonbare toren (later ook horizontaal gebouwd) in de Nederlandse provincies Friesland en Groningen. Het oorspronkelijk Friese woord stins betekent steenhuis. Onderzoek wijst uit dat er honderden van zulke stinzen zijn geweest. Vele zijn later opgegaan in de grote landhuizen die de naam state droegen en met deze staten zijn vele stinzen ten onder gegaan. De enige nog bestaande middeleeuwse stins is de Schierstins in Veenwouden, maar ook in de Allemastate te Oudwoude is de oude (zaal)stins nog goed herkenbaar. De Schierstins kan worden bezocht, de Allemastate wordt particulier bewoond. Het woord stins wordt geregeld gebruikt voor een state die op een stins teruggaat. 
Stinzen in oude zin komen ook in het in Duitsland gelegen Oost-Friesland voor en heten daar 'steinhaus'. Een zeldzaam voorbeeld is het Steenhuis Bunderhee. In de provincie Groningen worden stinzen in oude zin aangeduid met steenhuis. Het enige daar nog bestaande steenhuis is het Iwema-steenhuis. De verder ontwikkelde steenhuizen worden in Groningen steens of borg genoemd.
Tegenwoordig hebben vele moderne wooncomplexen in Friesland, maar ook ver daarbuiten, een naam die eindigt op state. In totaal zou Friesland ooit ruim 175 states hebben gekend.

## Geschiedenis
De verdedigbare stinzen werden gebouwd als gebouw waarin, in tijden van gewapende strijd, enkele gezinnen zich veilig konden terugtrekken. Met name rijke families konden zich dit veroorloven. Nadat de stinzen hun verdedigiingsfunctie hadden verloren, werden ze verlaten of uitgebreid tot aanzienlijke huizen (states). Deze landhuizen waren van rijke, adellijke of aanzienlijke heren, die dikwijls landgoederen bezaten, en dikwijls ook bestuurlijke functies bezetten, zoals die van grietman. De meeste staten en stinzen zijn in de negentiende eeuw afgebroken, toen het te duur werd om ze goed te kunnen onderhouden. Enkele nog bestaande fungeren als museum. Bij de resterende staten en borgen (in Groningen) liggen vaak fraaie parken en tuinen.

## Stinzen en states
| Naam                     | Alternatieve naam                         | Plaats                                | Jaar stichting                                   | Jaar sloop                             | Afbeelding                 | Bijzonderheden                                            |
| ------------------------ | ----------------------------------------- | ------------------------------------- | ------------------------------------------------ | -------------------------------------- | -------------------------- | --------------------------------------------------------- |
| Aebinga State            | Abbema-huis, Abbinga State                | Huizum                                | voor 1402                                        | 1859                                   |                            |                                                           |
| Allemastate              |                                           | Oudwoude                              | voor 1495                                        | nog bestaand                           | Allemastate                |                                                           |
| Andringahuis             |                                           | Oenkerk                               | voor 1698                                        | 1895                                   |                            |                                                           |
| Andringastate            |                                           | Oldeboorn                             | 15e eeuw of eerder                               | 1894, een vleugel gespaard             | Andringahuis               |                                                           |
| Aylva State              | Het Slot, de Spijker                      | Ternaard                              | ca. 1658                                         | 1882                                   |                            |                                                           |
| Aytta State              | Boekama State                             | Swichum                               | 15e eeuw of eerder                               | 1794                                   |                            |                                                           |
| Beuckenswijk             |                                           | Sondel                                | 1664                                             | 1885                                   |                            |                                                           |
| Broersma State           |                                           | Kollum                                | 1505 of eerder                                   | 1680                                   |                            |                                                           |
| Burmania State           | Haijema State                             | Stiens                                | 1550 of eerder                                   | na 1722                                |                            |                                                           |
| Camminghaslot            | Jelmera State                             | Ballum                                | begin 15e eeuw                                   | 1828                                   |                            |                                                           |
| Cammingha State          | Hooghiemstra, Hooghuistra, Camminga       | Arum                                  | 1652 of eerder                                   | voor 1724                              |                            |                                                           |
| Crackstate               |                                           | Heerenveen                            | 1608                                             | bestaand                               | Crackstate                 |                                                           |
| Dekemastate              | Fetsa State, Camstra State of Camstrahuys | Jelsum                                | waarschijnlijk 13e eeuw                          | bestaand                               | Dekemastate                | tuin en park met stinzenflora                             |
| Domastate                |                                           | Beetgum                               | 16e eeuw?                                        | 16e eeuw?                              |                            |                                                           |
| Elgersma State           |                                           | Boer                                  | onbekend                                         | voor 1830                              | Portaal Elgersma State     | portaal resteert (verplaatst naar de kerk van Boer)       |
| Eminga State             |                                           | Hijum                                 | onbekend                                         | voor 1786                              |                            |                                                           |
| Epema State              |                                           | IJsbrechtum                           | 13e eeuw (stins)                                 | bestaand (opvolger)                    | Epema State                |                                                           |
| Eysinga State            |                                           | Oenkerk                               | 1412 of eerder                                   | 1759                                   |                            |                                                           |
| Eysinga State            | Asingastins, Essinghastins                | Rinsumageest                          | 13/14e eeuw                                      | 1909                                   | Eysinga State              |                                                           |
| Fogelsangh State         |                                           | Veenklooster                          | 1646                                             | bestaand                               | Fogelsangh                 | publiek toegankelijk park                                 |
| Foppinga State           |                                           | Dronrijp                              | waarschijnlijk 14e eeuw                          | 1742                                   |                            |                                                           |
| Galama State             |                                           | Koudum                                | voor 1500                                        | voor 1788                              |                            |                                                           |
| Gerbranda State          | Mernstera State, Groot Marnstra           | Almenum                               | voor 1345 (eind 15e eeuw verplaatst)             | bestaand                               |                            |                                                           |
| Groot Deersum            | Great Dearsum                             | ten oosten van Achlum                 | ca. 1658                                         | bestaand (deels)                       |                            |                                                           |
| Groot Terhorne           | Martena State, Thoe Hoerne                | tussen Beetgum en Beetgumermolen      | 1496 of eerder                                   | 1879                                   | Groot Terhorne             |                                                           |
| Hania state              | Sytzama state                             | aan de Vossleane, Tzummarum           | 15e eeuw                                         | begin 19e eeuw                         |                            | pentekening van Sytzema state anno 1723 door Stellingwerf |
| Harinxma State           | Mockema State                             | Jelsum                                | voor 1708                                        | onbekend                               |                            |                                                           |
| Harinxmastate            |                                           | Beetsterzwaag                         | 1843                                             | bestaand                               | Harinxmastate              |                                                           |
| Harsta State             | Hersma State                              | Hogebeintum                           | 1511 of eerder                                   | bestaand                               | Harsta State               | tuin met stinzenflora                                     |
| Heemstra State           |                                           | Oenkerk                               | begin 16e eeuw of eerder                         | 1972                                   |                            |                                                           |
| Heeremahuis              | Heremastate                               | Bolsward                              | 15e eeuw                                         | bestaand                               | Heeremastate               |                                                           |
| Herema State             |                                           | Joure                                 | onbekend (stins in 1581 gesloopt); 1589          | bestaand                               | Herema State               |                                                           |
| Herjuwsma State          | Juwsma State, Burmania State              | Ferwerd                               | voor 1500                                        | 1816                                   |                            |                                                           |
| Hinnemastate             | Hennemastate                              | Jelsum                                | voor 1501                                        | 1732                                   | Hinnemastate               |                                                           |
| Groot Hermana            |                                           | Minnertsga                            | onbekend (mogelijk 9e eeuw)                      | ca. 1700 (vervangen door boerderij)    |                            |                                                           |
| Holdinga State           | Auta, Nye Holdinga, Holdingaburg          | Anjum                                 | ca. 1580-1595 (mogelijk voorganger)              | 1831                                   | Holdinga State             |                                                           |
| Hottinga State           |                                           | Pietersbierum                         | voor 1640                                        | 1844                                   |                            |                                                           |
| Hoxwier                  |                                           | Mantgum                               | 15e eeuw of eerder                               | ca. 1748                               |                            |                                                           |
| Hoytema State            |                                           | Jonkershuizen                         | 1503 (herbouw 1779)                              | 1906                                   | Hoytema State              |                                                           |
| Idemahuis                |                                           | Westergeest (Kollumerland)            | onbekend (maar van voor 1467)                    | ???                                    |                            |                                                           |
| Groot Idema State        |                                           | Driezum (Dantumadiel)                 | onbekend (maar van voor 1515)                    | ???                                    |                            |                                                           |
| Jellema State            |                                           | Oosterend                             | ???                                              | 1844 is er een boerderij gebouwd       |                            |                                                           |
| Jongema State            |                                           | Rauwerd                               | onbekend (1515 stins verwoest); herbouw 15e eeuw | 1912                                   | Jongema State              | poort aanwezig, publiek toegankelijk park                 |
| Kingma State             |                                           | Zweins                                | 1500 of eerder                                   | 1864                                   | Kingma State               | portiershuis resteert in de buurtschap Kingmatille        |
| De Klinze                | Oppe Clinke, Aysma State                  | Oudkerk                               | 1567 of eerder                                   | bestaand                               | De Klinze                  | park                                                      |
| Liauckama State          |                                           | Sexbierum                             | 14e eeuw of eerder                               | 1824                                   | Poortgebouw Liauckemastate | poortgebouw resteert                                      |
| Lycklama state           | Lycklamastins                             | Wolvega                               | 17e eeuw                                         | 1736                                   | Lycklama State             |                                                           |
| Lyndenstein              |                                           | Beetsterzwaag                         | 2e helft 17e eeuw; 1821 herbouwd                 | bestaand                               | Lyndenstein                |                                                           |
| Martenastate             |                                           | Cornjum                               | 1579                                             | bestaand (opvolger in origineel park)  | Martenastate               | park met stinzenflora                                     |
| Mellema State            |                                           | Oostrum                               | voor 1511                                        | 1735                                   | Mellema State              |                                                           |
| Monsmastate              |                                           | Bolsward                              | 1709                                             | bestaand                               | Monsmastate                |                                                           |
| Ockingastins             | Ockingahuis                               | Franeker                              | 15e eeuw                                         | 1887                                   | Ockingastins               | traptoren opgenomen in fragmentengebouw                   |
| Oenemastate              |                                           | Heerenveen                            | 1640                                             | bestaand (opvolger)                    | Oenemastate                |                                                           |
| Offinga State            |                                           | Hallum                                | 11e eeuw                                         | 1738                                   |                            |                                                           |
| Osinga State             |                                           | Langweer                              | 17e eeuw                                         | in 1939 vervangen door een soort kopie | Osinga state               |                                                           |
| Papinga stins            |                                           | Leeuwarden                            |                                                  | opgenomen in Princessehof              |                            |                                                           |
| Poptaslot                | Heringastate                              | Marssum                               | 16e eeuw                                         | bestaand                               | Poptaslot                  | toegankelijk op afsprask                                  |
| Riniastate               |                                           | Oudemirdum                            | 1843                                             | bestaand                               | Riniastate                 |                                                           |
| Roordaburg               |                                           | Hitzum                                |                                                  |                                        |                            |                                                           |
| Roordastate              |                                           | Franeker                              | 16e eeuw                                         | 1765                                   |                            |                                                           |
| Ropta State (Metslawier) |                                           | Metslawier                            | voor 1297                                        | 1731                                   | Ropta State                |                                                           |
| Schierstins              |                                           | Veenwouden                            | rond 1300                                        | bestaand                               | Schierstins                | stinsmuseum                                               |
| Sjaerdemaslot            |                                           | Franeker                              | 1446                                             | 1727                                   | Sjaerdemaslot              |                                                           |
| Stania State             |                                           | Oenkerk                               | ca. 1520                                         | bestaand (opvolger)                    | Stania State               | publiek toegankelijk park                                 |
| Thetinga State           |                                           | Wieuwerd                              | voor 1512                                        | 1733                                   |                            |                                                           |
| Tjaarda State            |                                           | Rinsumageest                          | 1242                                             | na 1834                                | Tjaarda State              |                                                           |
| Uniastate                |                                           | Beers                                 | onbekend (1e vermelding 17e eeuw)                | poortgebouw resteert                   | Walburgastate              | contouren state in staal opgetrokken                      |
| Unia State               |                                           | Oenkerk                               |                                                  |                                        | Unia State                 |                                                           |
| Walburgastate            |                                           | Pietersbierum / Sexbierum (1909-1984) | 1857                                             |                                        | Walburgastate              |                                                           |
| Waltastins               |                                           | Sneek                                 | 1540                                             |                                        | Waltastins                 |                                                           |
| Walta State              |                                           | Tjerkwerd                             |                                                  |                                        |                            |                                                           |
| Ylostins                 |                                           | IJlst                                 |                                                  |                                        |                            |                                                           |
| Zyaerda State            |                                           | Lombersburen                          |                                                  |                                        |                            |                                                           |